# Werner Peitsch
Werner Karl Josef Peitsch (* 2. November 1945 in Hildesheim) ist ein deutscher Chirurg für Allgemein-, Viszeral- und Unfallchirurgie.

## Leben
Nach dem Abitur auf dem naturwissenschaftlichen Zweig der Scharnhorstschule Hildesheim begann Werner Peitsch im Sommersemester 1965 mit dem Studium an der Georg-August-Universität Göttingen. Hier studierte er Chemie, Medizin und Zahnheilkunde. Er wurde Mitglied der Burschenschaft Hannovera Göttingen, der er heute als Alter Herr angehört. Die ärztliche Prüfung legte er 1971 ab, die Approbation erfolgte 1972. Im Jahr 1971 wurde Werner Peitsch durch die Medizinische Fakultät der Georg-August-Universität Göttingen der Grad eines Doktors der Medizin verliehen. Das Thema seiner Dissertation war „Veränderungen im Gerinnungs- und Fibrinolysesystem nach tierexperimentellen Schock- und Frakturversuchen“. Die Approbation als Zahnarzt folgte 1972.
Von 1973 bis 1979 war Werner Peitsch Assistenzarzt an der Klinik und Poliklinik für Allgemeinchirurgie der Universität Göttingen (Direktor: Hans-Jürgen Peiper). 1978 erfolgte die Anerkennung als Arzt für Chirurgie. Von 1979 bis 1980 war Werner Peitsch mit Unterstützung der Deutschen Forschungsgemeinschaft als Research Scientist am Department of Physiology (Direktor: Leonard R. Johnson), Medical School, University of Texas, Houston, Texas tätig. 1982 wurde ihm der Grad eines habilitierten Doktors der Medizin und die Venia legendi für Chirurgie durch den Fachbereich Medizin der Georg-August-Universität Göttingen verliehen. Das Thema der Habilitationsschrift lautete: „Gastrinrezeptoren der Magenmucosa – Mechanismen ihrer postnatalen Entwicklung, hormonalen und lokalen Regulation sowie ihre Beziehung zum Serum- und Antrumgastrin – eine tierexperimentelle Studie“. Die Studien wurden mit dem Hermann-Kümmel-Preis der Nordwestdeutschen Gesellschaft für Chirurgie und dem C.A.-Ewald-Preis der Deutschen Gesellschaft für Verdauungs- und Stoffwechselkrankheiten ausgezeichnet.
Ab 1982 nahm Werner Peitsch die Funktion eines Oberarztes der Chirurgischen Universitätsklinik in Göttingen wahr. 1985 wurde er zum Geschäftsführenden Oberarzt und ständigen Vertreter des Klinikdirektors ernannt. Die Berufung auf eine Professur auf Zeit und die Verleihung einer außerplanmäßigen Professur an der Universität Göttingen folgten 1986.
1989 übernahm Werner Peitsch die Funktion des Leitenden Arztes der Abteilung für Allgemein-, Viszeral- und Unfallchirurgie des Katholischen St. Josef Krankenhauses Essen-Werden, heute Kliniken Essen Süd. Hier wurde unter seiner Leitung u. a. 1992 die erste endoskopisch-laparoskopische Leistenhernienoperation in Nordrhein-Westfalen durchgeführt und das erste Hernienzentrum in Essen aufgebaut.
Nach Eintritt in den Ruhestand im Jahr 2010 wurde Werner Peitsch 2011 im Auftrag der „German Rotary Volunteer Doctors e.V.“ ehrenamtlich als Arzt im Krankenhaus Mary-Therese in Dodi Papase, Ghana, tätig. 2013 schloss er seine Dissertation zur Erlangung des Doktorgrades für Zahnheilkunde zum Thema „Komplikationen nach endoskopisch-laparoskopischer Hernioplastik (TAPP) als Regeloperation zur Versorgung von Leistenhernien – eine retrospektive Analyse des Krankengutes über 17 Jahre“ ab. Hierfür wurde ihm durch die Medizinische Fakultät der Georg-August-Universität Göttingen der Grad eines Doktors der Zahnmedizin verliehen.
In 2009 erfolgte die Investitur in den Ritterorden vom Heiligen Grab zu Jerusalem durch den Großprior der Deutschen Statthalterei Reinhard Kardinal Marx. Seit 2011 ist er Leitender Komtur der Komturei St. Thomas Morus in Essen.
Werner Peitsch ist verheiratet mit Maria Regina Peitsch (geb. Kruse) und hat drei Kinder.

## Auszeichnungen
- Hermann-Kümmell-Preis der Nordwestdeutschen Gesellschaft für Chirurgie (1983)
- C.A. Ewald-Preis der Deutschen Gesellschaft für Verdauungs- und Stoffwechselkrankheiten (1984)

## Publikationen (Auswahl)
- Dissertation: „Veränderungen im Gerinnungs- und Fibrinolysesystem nach tierexperimentellen Schock- und Frakturversuchen“. Georg-August-Universität-Göttingen, 1971.
- Dissertation: „Komplikationen nach endoskopisch-laparoskopischer Hernioplastik (TAPP) als Regeloperation zur Versorgung von Leistenhernien – eine retrospektive Analyse des Krankengutes über 17 Jahre“. Georg-August-Universität-Göttingen, 2013.
- Habilitationsschrift: „Gastrinrezeptoren der Magenmucosa – Mechanismen ihrer postnatalen Entwicklung, hormonalen und lokalen Regulation sowie ihre Beziehung zum Serum- und Antrumgastrin – eine tierexperimentelle Studie“. Georg-August-Universität-Göttingen, 1981.
- W. K. Peitsch: A modified laparoscopic hernioplasty (TAPP) is the standard procedure for inguinal and femoral hernias: a retrospective 17-year analysis with 1,123 hernia repairs. Surg Endosc. 2013 Sep 17. [Epub ahead of print] PubMed PMID 24043647.
- L. R. Johnson, W. Peitsch, K. Takeuchi: Mucosal gastrin receptor. VIII. Sex-relatd differences in binding. Am J Physiol-Gastroint Liver Physiol. 243(6), Dec 1982, S. G469–G474. PubMed PMID 6293315.
- G. R. Speir, K. Takeuchi, W. Peitsch, L. R. Johnson: Mucosal gastrin receptor. VII.Up- and downregulation. Am J Physiol-Gastroint Liver Physiol. 242(3), Mar 1982, S. G243–G249. PubMed PMID 6278953.
- W. Peitsch, K. Takeuchi, L. R. Johnson: Mucosal gastrin receptor. VI. Induction by corticosterone in newborn rats. Am J Physiol-Gastroint Liver Physiol. 240(6), Jun 1981, S. G442–G449. PubMed PMID 6264799.
- K. Takeuchi, W. Peitsch, L. R. Johnson: Mucosal gastrin receptor. V. Development in newborn rats. Am J Physiol-Gastroint Liver Physiol. 240(2), Feb 1981, S. G163–G169. PubMed PMID 6258450.